# Vilhoveț, Nova Ușîțea
Vilhoveț (în ucraineană Вільховець) este localitatea de reședință a comunei Vilhoveț din raionul Nova Ușîțea, regiunea Hmelnîțkîi, Ucraina.

## Demografie
Componența lingvistică a localității Vilhoveț
     Ucraineană (99,06%)
     Alte limbi (0,95%)
Conform recensământului din 2001, majoritatea populației localității Vilhoveț era vorbitoare de ucraineană (99,06%), existând în minoritate și vorbitori de alte limbi.